# Los Beyos
Le los beyos, ou queso de Los Beyos en espagnol, est un fromage espagnol fabriqué dans les provinces des Asturies et du León. Son nom de Los Beyos vient d'un défilé creusé par le fleuve Sella. Il est protégé à l'échelle européenne par un indication géographique protégée depuis 2013. 
Il peut être préparé à partir de lait de vache, de chèvre ou de brebis, qui ne peuvent pas être mélangés; la plupart des fromages fabriqués aujourd'hui le sont à partir de lait de vache. On utilise le lait de la traite du matin, mélangé à celui de la traite du soir, qu'on emprésure et égoutte après coagulation. Après moulage, le fromage est placé sur des étagères pour être fumé. Enfin, il est mis à sécher pendant une durée allant de quinze jours à trois mois. Le fromage de Los Beyos est de type semi-dur à dur, et ne pèse pas plus de 500 grammes. Il a une croûte sèche et rugueuse, l'intérieur étant crémeux et de couleur jaune. Il a un goût peu prononcé, avec un peu d'acidité. La présence de trous est possible mais n'est pas souhaitée; elle est liée à l'utilisation d'un lait trop chaud et/ou au fait que le fromage a séché trop rapidement. 
Des concours visant à distinguer les meilleurs fromages de Los Beyos sont organisés à San Juan de Beleño le dernier dimanche de mai et à Amieva le premier samedi de juin. Le fromage fait également partie de ceux qui figurent au concours des fromages de la région des Pics d'Europe, organisé à Cangas de Onís. Le fromage est également présenté à la fête du village d'Oseja de Sajambre, au mois d'octobre. 